# Зооморфізм

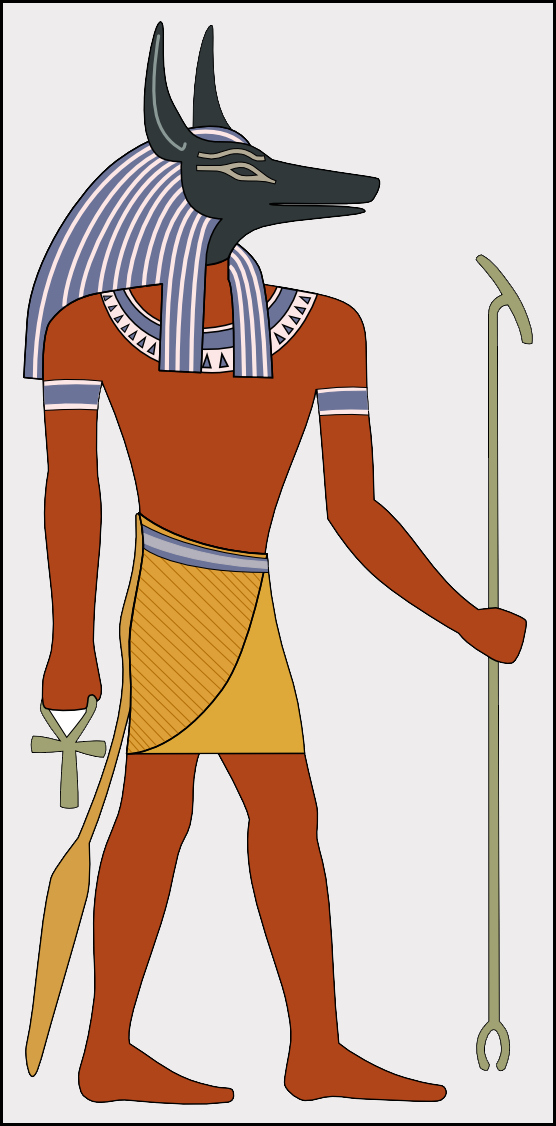
Анубіс — давньоєгипетський бог.

Зооморфі́зм — представлення богів в образах тварин або людей з тваринними атрибутами, а священних тварин — як втілення сутності богів. Є істотним елементом багатьох прадавніх політеїстичних релігій (наприклад, давньоєгипетської) і деяких сучасних релігій (наприклад, індуїзму).
У ширшому розумінні також використання тваринних елементів в орнаментах, деталях ужиткових виробів, елементах архітектури. Також під зоомофізмом може розумітися процес перетворення людини на тварину.